# Capitaine Sky et le Monde de demain
Pour plus de détails, voir Fiche technique et Distribution.
Capitaine Sky et le Monde de demain (Sky Captain and the World of Tomorrow) est un film américano-britannico-italien écrit et réalisé par Kerry Conran et sorti en 2004.
L'histoire est une uchronie se déroulant en 1939. Gwyneth Paltrow interprète Polly Perkins, une journaliste du Chronicle cherchant à élucider la disparition de plusieurs scientifiques de renom. La piste semble aboutir à un certain docteur Totenkopf (« tête de mort » en allemand). Alors que des robots géants envoyés par Totenkopf attaquent New York, la police impuissante fait appel au Capitaine Sky, incarné par Jude Law.
Capitaine Sky et le Monde de demain présente la particularité d'être entièrement conçu d'après un storyboard en 3D ; les acteurs ont tourné sur fond bleu, les machines et les décors générés par ordinateur ont été ajoutés en post-production. Le film combine en outre les esthétiques et modes narratifs propres au serials des années 1930, du film noir hollywoodien, du comic book de superhéros, et du jeu vidéo contemporain. Le film est un exemple du style rétro-futuriste appelé Dieselpunk.
Le film reçoit des critiques assez positives à sa sortie, en particulier pour le style visuel. Certaines critiques remettent cependant parfois en cause l'intrigue et la caractérisation des personnages. Considéré comme un échec au box-office, avec 58 millions de dollars pour un budget de 70 millions de dollars, Capitaine Sky et le Monde de demain sera peu à peu considéré comme un film culte.

## Synopsis
1939. Dans un monde technologiquement avancé, le Zeppelin Hindenburg III s'amarre au sommet de l'Empire State Building. À bord du dirigeable se trouve le Dr Jorge Vargas, un scientifique qui fait en sorte qu'un colis contenant deux flacons soit livré au Dr Walter Jennings. Ensuite, le Dr Vargas disparaît mystérieusement.

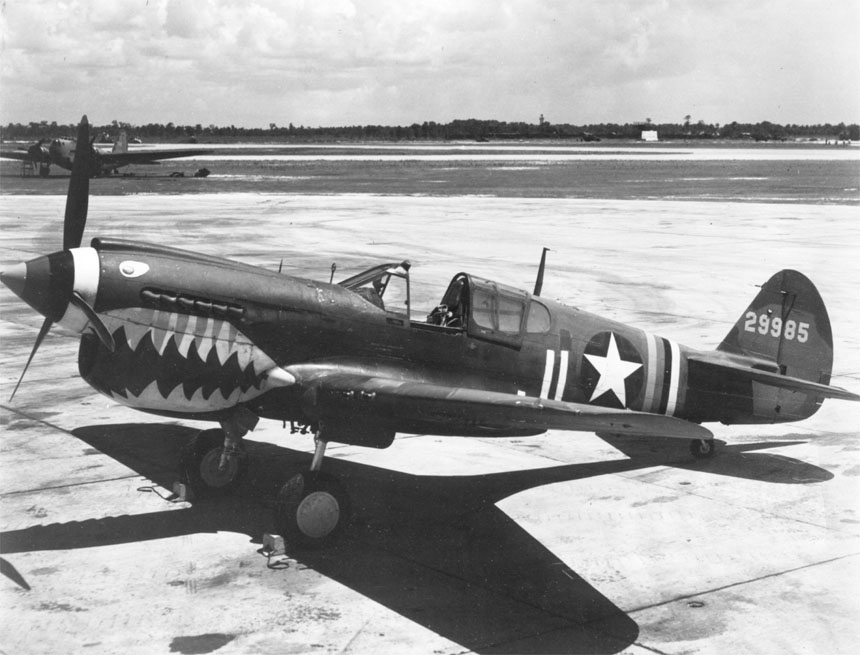
L'avion du Capitaine Sky est Curtiss P-40 Warhawk modifié.

Polly Perkins, journaliste du Chronicle, enquête sur les disparitions de Vargas et de cinq autres scientifiques renommés. Un message énigmatique la conduit au Radio City Music Hall. Elle décide ainsi de ce rendre dans la salle de spectacles de Manhattan, malgré les avertissements de son éditeur, M. Paley. La journaliste y fait la rencontre du Dr Jennings lors d'une projection du film Le Magicien d'Oz. Ce dernier l'avertit qu'un certain Dr Totenkopf viendra ensuite le chercher. Soudain, de mystérieux robots géants attaquent la ville. Désemparées et débordées, les autorités font appel à Joe Sullivan, alias au « Capitaine Sky ». Héros de la ville et ancien amant de Perkins, il commande désormais son armée de l'air privée, la Flying Legion. Pendant que Joe affronte les robots avec son chasseur de poursuite Curtiss P-40 modifié, Perkins photographie les combats depuis la rue, sans se soucier de sa sécurité. Sky parvient à désactiver un robot alors que les autres partent. Les reportages font état d’attaques similaires partout dans le monde. Le robot handicapé est ramené à la base aérienne de la légion afin que l'expert en technologie du capitaine Sky, Dex, puisse l'examiner. Polly le suit et persuade Joe de la laisser participer à contrecœur à l'enquête.
Toujours déterminée, la journaliste découvre que le Dr Totenkopf est un ancien enfant prodige et le scientifique le plus brillant d'Allemagne et qu'il dirigeait un mystérieux laboratoire à l'extérieur de Berlin où lui et les scientifiques disparus travaillaient sur un projet surnommé World of Tomorrow. Ses informations les amènent au laboratoire saccagé du Dr Jennings mourant, tandis qu'un assassin s'échappe. Juste avant de mourir, Jennings donne à Polly les deux flacons et déclare qu'ils sont cruciaux pour les plans de Totenkopf. Polly cache les flacons et dissimule ces informations à Joe. Ils retournent à la base de la légion juste avant qu'elle ne soit attaquée par des escadrons de drones ornithoptères. Dex traque l'origine du signal contrôlant les drones et le note sur une carte avant sa capture.
Joe et Polly trouvent la carte laissée par Dex et s'envolent pour le Népal. Au Tibet, ils rencontrent un vieil ami de Joe, Kaji. Ce dernier les aide à localiser un avant-poste minier abandonné dans l'Himalaya. Deux guides travaillant pour Totenkopf forcent Polly à retourner les flacons, enfermant le duo dans une pièce pleine de dynamite. Joe et Polly s'échappent juste avant que la pièce n'explose, les assommant et détruisant la majeure partie du film de Polly. Ils se réveillent ensemble dans le mythique Shangri-La. Les moines tibétains racontent que Totenkopf a asservi leur peuple, le forçant à travailler dans les mines d'uranium. La plupart a été tué par les radiations, mais le dernier survivant donne un indice sur l'endroit où se cache le Dr Totenkopf.
N'ayant pas suffisamment de carburant pour arriver sur les lieux, ils embarquent sur un Dirigeable porte-avions de la Royal Navy, commandé par une ancienne connaissance de Joe, la capitaine Francesca « Franky » Cook. Franky mène l'attaque sur le repaire de l'île de Totenkopf tandis que Joe et Polly entrent par une crique sous-marine. Ils se retrouvent sur une île peuplée de créatures ressemblant à des dinosaures, que Polly hésite à photographier car il ne lui reste plus que deux clichés seulement. Ils trouvent une installation souterraine secrète dans une montagne, où des robots chargent des animaux, ainsi que les mystérieuses fioles, sur une grande fusée faisant office d'Arche de Noé. Joe et Polly sont détectés mais Dex, pilotant une barge volante, arrive avec trois des scientifiques disparus. Ils expliquent que Totenkopf a renoncé à l'humanité et cherche à créer un « Monde de demain ». Les fioles sont du matériel génétique provenant des plus grands individus de l'humanité qui produiront les parfaits Adam et Ève. Si la fusée atteint l'espace, les post-combustion enflammeront l'atmosphère et tueront tout sur Terre, avant que la fusée ne repeuple la planète à l'image de Totenkopf.
Alors que le groupe tente d'entrer dans l'antre du Dr Totenkopf, un scientifique est électrocuté par le système de défense. Un hologramme de Totenkopf apparaît, parlant de sa haine pour l'humanité et de ses projets de la reconstruire en tant que nouvelle race maîtresse. Dex désactive les défenses du repaire et le groupe découvre le cadavre momifié de Totenkopf à l'intérieur avec un morceau de papier serré dans sa main : « pardonne-moi ». Il est mort il y a 20 ans, mais ses machines ont poursuivi son projet. Joe décide de saboter la fusée de l'intérieur pendant que les autres s'échappent. Polly essaie de la suivre mais Joe l'embrasse puis l'assomme. Polly récupère, suit Joe et le sauve de l'assassin du Dr Jennings, une androïde. Joe et Polly montent ensuite à bord de la fusée. Avant que la fusée n'atteigne 100 km, alors que son deuxième étage doit tirer et ainsi incinérer la Terre, Polly appuie sur un bouton d'urgence qui éjecte tous les animaux dans les capsules de sauvetage. Joe essaie de désactiver la fusée pour être interrompu par le même robot assassin. Il secoue le robot avec son arme électrique puis l'utilise sur les commandes, désactivant la fusée. Joe et Polly utilisent la dernière capsule pour se sauver lorsque la fusée explose. Joe et Polly regardent les groupes d'animaux s'écraser autour de leur module de sauvetage, tandis que le commandant Cook dirige un groupe de porte-avions volants vers eux. Polly utilise ensuite la dernière photo de son appareil photo pour prendre une photo de Joe plutôt que des gousses d'animaux. Joe note qu'elle avait oublié d'enlever le capuchon de l'objectif.

## Fiche technique
- Titre français : Capitaine Sky et le Monde de demain
- Titre original : Sky Captain and the World of Tomorrow
- Réalisation et scénario : Kerry Conran
- Musique : Ed Shearmur
- Photographie : Eric Adkins
- Montage : Sabrina Plisco
- Production : Jon Avnet, Sadie Frost, Jude Law et Marsha Oglesby
  - Producteurs délégués : Aurelio De Laurentiis, Raffaella De Laurentiis et Bill Haber
- Sociétés de production : Paramount Pictures, Brooklyn Films II, Riff Raff Entertainment, Blue Flower Productions, Filmauro et Natural Nylon Entertainment
- Société de distribution : Paramount Pictures
- Pays de production :  États-Unis,  Royaume-Uni,  Italie
- Langues originales : anglais, tibétain, allemand
- Format : Couleur - DTS-ES - Dolby Digital EX - 35 mm - 1.85:1
- Genre : aventures, Science-fiction, guerre, uchronie
- Durée : 106 minutes
- Dates de sortie :
  - États-Unis : 17 septembre 2004
  - France : 16 mars 2005
- Classification[1] :
  - États-Unis : PG
  - France : tous publics

## Distribution
- Jude Law (VF : Jean-Pierre Michaël ; VQ : Sébastien Ventura) : Joseph "Joe" Sullivan, le « Capitaine Sky »
- Gwyneth Paltrow (VF : Hélène Bizot ; VQ : Natalie Hamel-Roy) : Polly Perkins
- Angelina Jolie (VF : Françoise Cadol ; VQ : Hélène Mondoux) : la capitaine Francesca « Franky » Cook
- Giovanni Ribisi (VF : Damien Witecka ; VQ : Hugolin Chevrette) : Dex Dearborn
- Michael Gambon (VF : Michel Ruhl ; VQ : Raymond Bouchard) : le rédac-chef Paley
- Bai Ling : la femme androïde
- Omid Djalili (VF : Michel Mella ; VQ : Sylvain Massé) : Kaji
- Laurence Olivier (VQ : Denis Bernard) : Dr Totenkopf (images extraites de films antérieurs)
- Trevor Baxter (VF : Yves Barsacq ; VQ : Claude Préfontaine) : Dr Walter Jennings
- Julian Curry (VF : Georges Claisse) : Dr Jorge Vargas
- Khan Bonfils (VF : Julien Kramer) : Creepy
- Demetri Goritsas : un opérateur radio
- William Hope : le présentateur TV américain
- Stéphane Cornicard : le présentateur TV français

## Production

### Genèse et développement
Kerry Conran grandit en regardant de nombreux films et en lisant de nombreux comics des années 1930-1940. Il a étudié dans un programme d'animateurs pour Disney au CalArts et s'y est intéressé à l'animation par ordinateur en 2D. Là-bas, il s'est rendu compte qu'il était possible d'appliquer certaines des techniques de l'animation à l'action en prise de vues réelles. Mais après deux ans, il comprend que Hollywood ne prendra jamais de risque avec un cinéaste inexpérimenté et débutant. Il décide alors de faire le film lui-même.
En 1994, Kerry Conran commence à assembler des outils de réalisation de films, notamment un écran bleu dans son salon. Il ne veut alors pas intégrer le « système » des grands studios et souhaite plutôt suivre la voie d'un cinéaste indépendant comme Steven Soderbergh. Au départ, il imagine avec son pfrère Kevin une vague idée autour d'un personnage pilotant son avion, proche d'Indiana Jones » et de quelques autres influences. Kerry Conran passe quatre ans à réaliser une bande-annonce en noir et blanc dans le style d'une série de films à l'ancienne sur son ordinateur personnel Macintosh IIci. Une fois terminée, Conran montre la vidéo, intitulée The World of Tomorrow, à la productrice Marsha Oglesby. Celle-ci suggère de la montrer à Jon Avnet. Kerry Conran rencontre alors le cinéaste. Ils passeront plusieurs jours à notamment discuter du ton du film.
Jon Avnet et Kerry Conran passent ensuite deux ans à travailler sur le scénario dans lequel ils incluent de nombreuses références et hommages. Avec le script et la bande-annonce, Jon Avnet commence à approcher des acteurs. Pour préserver la vision de départ de Conran, Jon Avnet décide de réaliser et de produire le film lui-même avec son propre argent. Il explique « ce qui rendait ce film potentiellement si excitant pour moi, et je pense pour le public, c'était sa nature personnelle et la singularité de la vision, qui ne réussirait jamais et ne survivrait jamais au processus de développement au sein d'un studio. » Jude Law est très impressionné par la vidéo The World of tomorrow et, en plus d'un rôle, souhaite également être producteur avec sa compagne de l'époque, Sadie Frost.
Jon Avnet trouve ensuite un financement auprès du producteur italien Aurelio De Laurentiis.
Le film entier a planifié via des storyboards dessinés à la main, puis recréés sous forme d'animations 3D générées par ordinateur avec toutes les photographies d'arrière-plan 2D peintes numériquement pour ressembler au décor de 1939. Avec l'animatique comme guide, des grilles ont été créées pour cartographier les mouvements de la caméra et des acteurs, des personnages numériques remplaçant les vrais acteurs. Les grilles ont ensuite été transformées en véritables cartes sur le sol des plateaux de tournage sur écran bleu, pour aider les acteurs à se déplacer dans des décors invisibles.
Dix mois avant que Kerry Conran fasse le film avec les acteurs, il l'a entièrement tourné avec des doublures à Los Angeles, puis a créé tout le film en animatique afin que les acteurs aient une idée de ce à quoi ressemblerait le film final et pour mieux se repérer sur le plateau. Pour préparer le film, le réalisateur a par ailleurs demandé à ses acteurs de regarder de vieux films. Il demande ainsi à Gwyneth Paltrow de regarder la performance de Lauren Bacall dans Le Port de l'angoisse (1944), ainsi que L'Introuvable (1934) pour la relation entre Nick et Nora qui devait trouver un écho dans celle entre Joe et Polly.

### Attribution des rôles
Jude Law est le premier acteur à rejoindre le projet, séduit par la vidéo test. Il contacte alors Gwyneth Paltrow, avec qui il a tourné Le Talentueux Mr Ripley (1999).
Casey Affleck devait initialement incarner Dex. Il sera finalement remplacé par Giovanni Ribisi au début du tournage.
Laurence Olivier, décédé 1989, apparait ici dans le rôle du « savant fou » Dr Totenkopf. Les images proviennent d'archives de la BBC.
Le père de Jude Law, Peter, incarne le Dr Kessler.

### Tournage
Le tournage a lieu principalement dans les Studios d'Elstree en Angleterre. Quelques plans sont tournées dans les Chandler Valley Center Studios à Panorama City en Californie. Le film a été entièrement sur des fonds bleus et ne dure que 26 jours.
Le film est entièrement tourné devant un fond bleu permettant l'incrustation des acteurs sur des décors créés numériques. Le film comte ici plus de 2 000 plans d'effets spéciaux numériques. L'équipe utilise des caméras numériques Sony HDW-F900.

### Bande originale
La musique du film est composée par Ed Shearmur, dans un style orchestral rappelant celui de l'âge d'or de Hollywood. Lors du générique de fin, on peut entendre une reprise de Over the Rainbow par la chanteuse de jazz Jane Monheit. Celle-ci figure sur l'édition de la bande originale publiée par Sony Classical Records. En 2017, le label La-La Land Records publiera ensuite une édition limitée en 2 disques avec la partition complète.
Liste des titres (Sony Classical)
1. "The World of Tomorrow" – 1:07
2. "The Zeppelin Arrives" – 1:53
3. "The Robot Army" – 3:01
4. "Calling Sky Captain" – 3:26
5. "Back at the Base" – 2:49
6. "The Flying Wings Attack" – 6:31
7. "An Aquatic Escape" – 2:29
8. "Flight to Nepal" – 4:38
9. "Treacherous Journey" – 2:22
10. "Dynamite" – 2:26
11. "Three in a Bed" – 0:57
12. "Finding Frankie" – 5:02
13. "Manta Squadron" – 6:33
14. "h-770-d" – 1:14
15. "Flying Lizard" – 1:06
16. "Totenkopf's Ark" – 5:01
17. "Back to Earth" – 3:14
18. "Over the Rainbow" – 3:54

## Accueil

### Critique
Le film reçoit des critiques globalement positives dans la presse américaines. Sur le site d'agrégation de critiques Rotten Tomatoes, le film obtient 71% d'avis favorables, pour 208 critiques et une note moyenne de 6,8⁄10. Le consensus suivant résumé les avis collectés : « Sky Captain and the World of Tomorrow est mince en termes d'intrigue et de caractérisation, mais les visuels compensent largement. » Sur le site Metacritic, qui utilise une moyenne pondérée, le film obtient la note de 64⁄100 pour 36 critiques.
Le célèbre critique du Chicago Sun-Times Roger Ebert a fait partie de ceux qui ont fortement soutenu le film, lui attribuant une note de 4 étoiles sur 4 et le félicitant pour « son énergie et sa joie insouciantes, cela m'a rappelé ce que j'ai ressenti la première fois que j'ai vu Les Aventuriers de l'arche perdue. C'est comme un film qui s'échappe de l'imaginaire directement sur l'écran, sans passer par la réalité en chemin. » Dans sa critique pour Chicago Reader, J. R. Jones écrit quant à lui « Ce premier long métrage de Kerry Conran est un triomphe non seulement par sa maîtrise technique mais aussi par son bon goût ». Entertainment Weekly donne au film un "A−" : « L'investissement est optimiste et judicieux ; Sky Captain est une nouveauté magnifique, drôle et bienvenue. »
L'enthousiasme des autres critiques était quelque peu tempéré. Par exemple, Stephen Holden du New York Times plébiscite les qualités visuelles et son évocation d'une époque révolue, mais a déclaré que « Parfois, le film est difficile à voir et à mesure que l'action s'accélère, l'émerveillement de son concept visuel commence à céder la place aux clichés de science-fiction ». Dans USA Today, Claudia Puig écrit notamment que le film met « tout le style avant le fond, une astuce de salon intelligente mais un film ennuyeux. » Stephen Hunter de The Washington Post parle d'un « article de nouveauté à 70 millions de dollars. »
En France, le site Allociné propose une note moyenne de 3,3⁄5 basée sur 20 titres de presse. Du côté des avis positifs, Julien Sévéon de Mad Movies décrit le film comme « un voyage enchanteur vers un cinéma dont on n'avait pas eu d'échos depuis Les Aventuriers de l'Arche perdue. Du vrai cinéma d'aventures empli d'un ton léger, mais sincère et authentique. Les nostalgiques de La dernière séance, des cinémas de quartier et des serials d'aventures bourrés de rebondissements vont se régaler... Les autres aussi d'ailleurs. » Dans L'Écran fantastique, Julie Deh écrit quant à elle « L'attrait principal de l’œuvre réside dans son inventivité esthétique. Une évidente touche de BD, un glamour très années 30, fantastique dans certains de ses développements, lumineux tout en se gardant des facettes obscures, classique autant que novateur... ». Ouest-France parle d'un « petit bijou de technologie et d'audace, mis en forme dans une démarche nourrie de références cinéphiliques ».
Certains journalistes français vantent les qualités visuelles tout en émettant quelques réserves sur d'autres aspects du film. Patrice Blouin des Inrockuptibles écrit ainsi « Aussi séduisante visuellement que soit cette plongée dans un monde rétrofuturiste de la fin des années 30, on a du mal à se laisser emporter par une histoire qui ressemble un peu trop à une bête aventure de Blake et Mortimer. » Dans le Le Figaroscope, Marie-Noëlle Tranchant écrit notamment « Il n'y a pas la moindre invention originale dans ce digest, qui pille numériquement le vieux fonds de la SF et de la comédie d'action. Mais les décors et l'ambiance années 40, le glamour BD du couple Law-Paltrow, donnent au film un charme rétro qui n'est pas désagréable. » D'autres sont bien plus négatifs comme Nicolas Schaller de Première : « L'ambition du débutant Kerry Conran était culottée et excitante. La déception est à la hauteur. Scénar plan-plan, mise en scène sclérosée, couple vedette transparent. On n'en retient guère que le beau premier quart d'heure. » Dans Libération, on peut par ailleurs lire « À force d'artifices [...] le film flotte dans une certaine immatérialité d'enfance rétrofuturiste recherchée. [...] Moyennant quoi Captain Sky parvient, par son maniérisme graphique très Jeunet, à ennuyer les amateurs en ravissant le profane. Cela mériterait réflexion... une autre fois. »

### Box-office
Le film débute à la première place du box-office pour son premier week-end d'exploitation sur le sol américain le 17 septembre 2004, où il récolte 15,5 millions de dollars. L'exploitation nord-américaine s’achèvera avec un total de 37,7 millions de dollars. Dans le reste du monde, il ne récolte que 20,1 millions, pour un total mondial de 57,9 millions. Annoncé avec un budget de 70 millions de dollars, le film est donc considéré comme un flop,.

Cependant, ce budget de 70 millions sera remis en question par certains membres de l'équipe du film. Kevin Conran, chef décorateur et frère du réalisateur Kerry Conran, déclare dans une interview en 2015 : 

« Je suis très en désaccord avec ce [chiffre budgétaire] personnellement et j'aimerais que quelqu'un me montre où est passé tout cet argent... Je ne soutiens pas ces chiffres et je ne l'ai jamais fait. Nous sommes entrés dans le bureau de Jon Avnet ce premier jour. et il a dit : "Que veux-tu pour la production ?" et nous avons dit 3 millions de dollars. Nous aurions pu faire une version de ce film pour 3 millions de dollars. Il y aurait eu des acteurs en noir et blanc et sans noms. »

— Kerry Conran, 2015
Le réalisateur revient 20 ans après sur l'échec du film et déclare notamment dans Variety en 2024 : « Il y a beaucoup d’idées fausses sur le coût du film. Quand on a commencé à le faire, le budget est passé de 3 à 10 millions, dans ces eaux-là. Le film a finalement coûté quelque chose comme 12 millions,. »
| Pays ou région     | Box-office     | Date d'arrêt du box-office | Nombre de semaines |
| ------------------ | -------------- | -------------------------- | ------------------ |
| France             | 92 787 entrées | -                          | -                  |
| États-Unis, Canada | 37 762 677 $   | 23 décembre 2024           | 14                 |
| Total mondial      | 57 947 036 $   | -                          | -                  |

## Commentaires

### Influences
Le personnage de Capitaine Sky est en partie inspiré de Claire Lee Chennault, un général d'aviation américain qui a fondé l'escadrille des Tigres volants pendant la seconde guerre sino-japonaise, puis responsable de l'aviation américaine en Chine pendant la Seconde Guerre mondiale.
La Flying Legion s'inspire des pulps et comics notamment du personnage de G-8 (en), du Captain Midnight (en) ou encore de l'escouade de Blackhawk squadron. Pour les robots géants, Kevin Conran, chef décorateur et frère du réalisateur Kerry Conran, s'inspire en partie du casque d'Adam Strange et du rocket-pack de Commando Cody (en).

### Clins d’œil

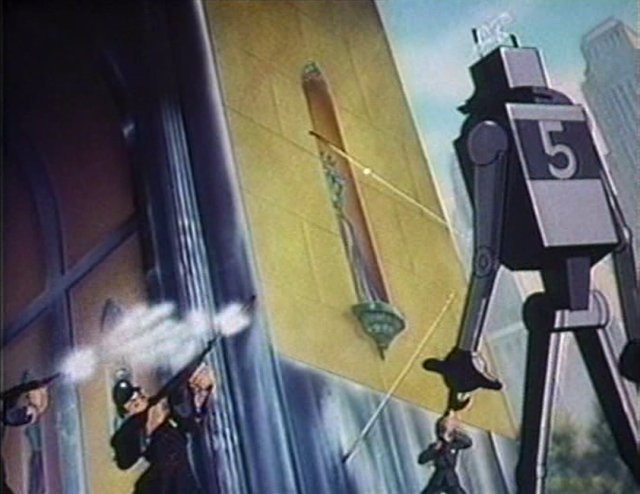
Un robot du court métrage The Mechanical Monsters (1941)

- Les robots géants attaquant New York rappellent ceux présents dans le court métrage The Mechanical Monsters (1941) des Fleischer Studios et mettant en scène Superman[9].
- Quand Polly décrit en direct par téléphone l'attaque des robots à son éditeur elle dit « They're crossing Sixth Avenue... Fifth Avenue... they're a hundred yards away... ». Cela rappelle des phrases prononcées par Ray Collins dans l'émission radiophonique La Guerre des mondes (1938) d'Orson Welles, dans lequel le reporter commenter l'avancée des tripodes martiens. Quelques effets sonores proviennent par ailleurs du film La Guerre des mondes (1953) de Byron Haskin[9].
- Le numéro du laboratoire Dr Jennings est 1138 en hommage à George Lucas et son film THX 1138 (1971), un nom également présent dans les films Star Wars[9],[29].
- Comme dans de nombreux longs métrages, on peut ici entendre le cri Wilhelm[9].
- Le nom du scientifique incarné par Laurence Olivier est Totenkopf. Ce terme désigne en allemand un insigne militaire composé notamment d'une tête de mort.